# العلاقات الدنماركية الكوبية
العلاقات الدنماركية الكوبية هي العلاقات الثنائية التي تجمع بين الدنمارك وكوبا.

## مقارنة بين البلدين
هذه مقارنة عامة ومرجعية للدولتين:
| وجه المقارنة                                              | الدنمارك                                                     | كوبا                              |
| --------------------------------------------------------- | ------------------------------------------------------------ | --------------------------------- |
| المساحة (كم2)                                             | 42.92 ألف                                                    | 109.88 ألف                        |
| عدد السكان (نسمة)                                         | 5.79 مليون                                                   | 11.48 مليون                       |
| الكثافة السكانية (ن./كم²)                                 | 134.9                                                        | 104.48                            |
| العاصمة                                                   | كوبنهاغن                                                     | هافانا                            |
| اللغة الرسمية                                             | اللغة الدنماركية                                             | اللغة الإسبانية                   |
| العملة                                                    | كرونة دنماركية                                               | بيزو كوبي، بيزو كوبي قابل للتحويل |
| الناتج المحلي الإجمالي (بليون دولار)                      | 324.87 مليار                                                 | 87.13 مليار                       |
| الناتج المحلي الإجمالي (تعادل القوة الشرائية) بليون دولار | 278.61 مليار                                                 |                                   |
| الناتج المحلي الإجمالي الاسمي للفرد دولار أمريكي          | 51.99 ألف                                                    |                                   |
| الناتج المحلي الإجمالي للفرد دولار أمريكي                 | 45.54 ألف                                                    |                                   |
| مؤشر التنمية البشرية                                      | 0.900                                                        | 0.769                             |
| رمز المكالمات الدولي                                      | +45                                                          | +53                               |
| رمز الإنترنت                                              | .dk                                                          | .cu                               |
| المنطقة الزمنية                                           | توقيت وسط أوروبا، ت ع م+02:00، ت ع م+01:00، أوروبا/كوبنهاجن ‏ | 00                                |

## منظمات دولية مشتركة
يشترك البلدان في عضوية مجموعة من المنظمات الدولية، منها:
| علم المنظمة | اسم المنظمة                   | تاريخ انضمام الدنمارك | تاريخ انضمام كوبا |
| ----------- | ----------------------------- | --------------------- | ----------------- |
|             | يونسكو                        | 4 نوفمبر 1946         | 29 أغسطس 1947     |
|             | الاتحاد البريدي العالمي       | ?                     | ?                 |
|             | منظمة الشرطة الجنائية الدولية | ?                     | ?                 |
|             | الأمم المتحدة                 | 24 أكتوبر 1945        | 24 أكتوبر 1945    |
|             | الاتحاد الدولي للاتصالات      | 1866                  | 16 يناير 1918     |
|             | منظمة حظر الأسلحة الكيميائية  | ?                     | ?                 |
|             | منظمة التجارة العالمية        | 1995                  | ?                 |

## وصلات خارجية
- موقع وزارة الخارجية الدنماركية
- موقع وزارة الخارجية الكوبية